# Tognina Gonsalvus

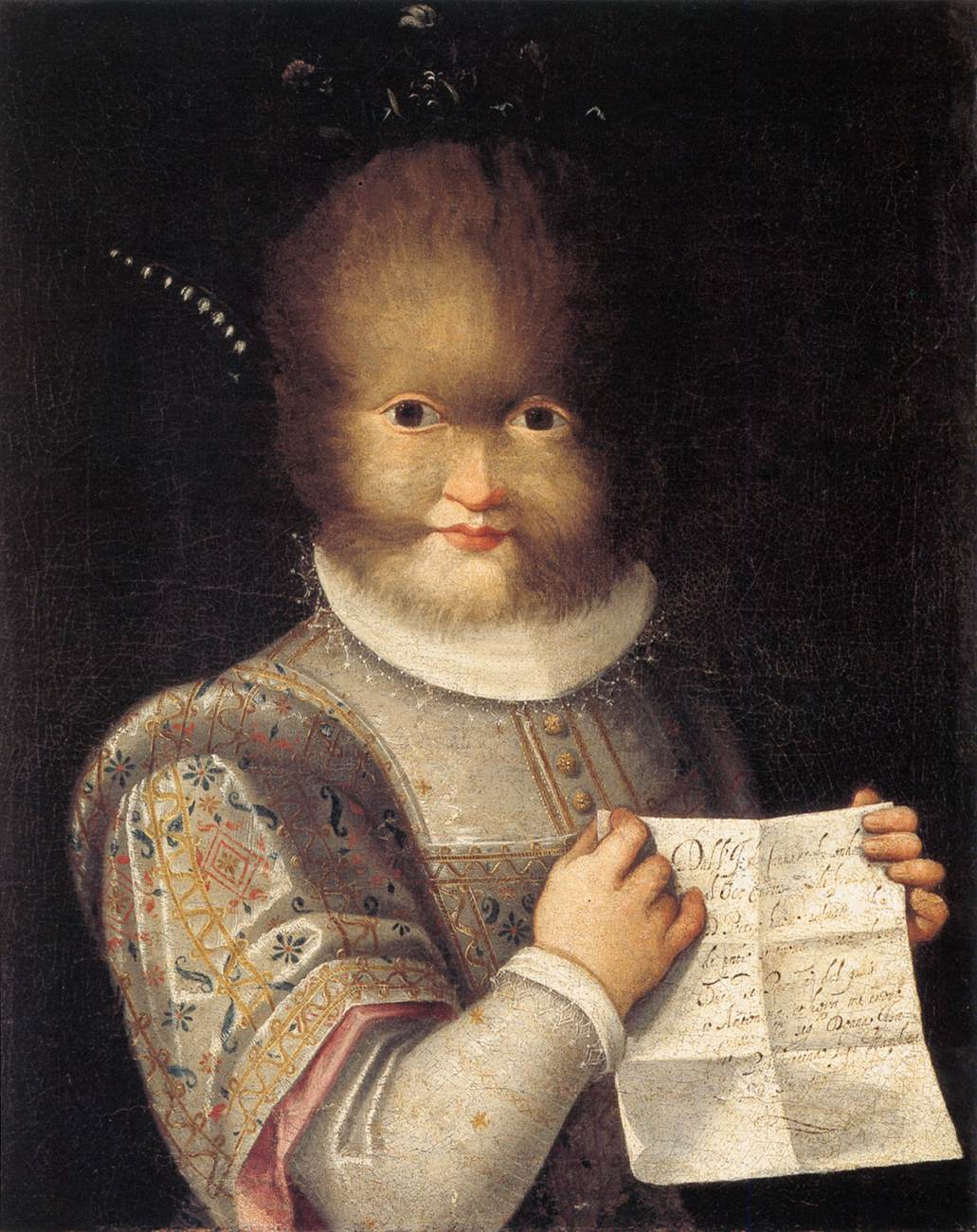
Portret Antonietty Gonsalvus ok. 1595 autorstwa Lavinii Fontany (1552–1614)

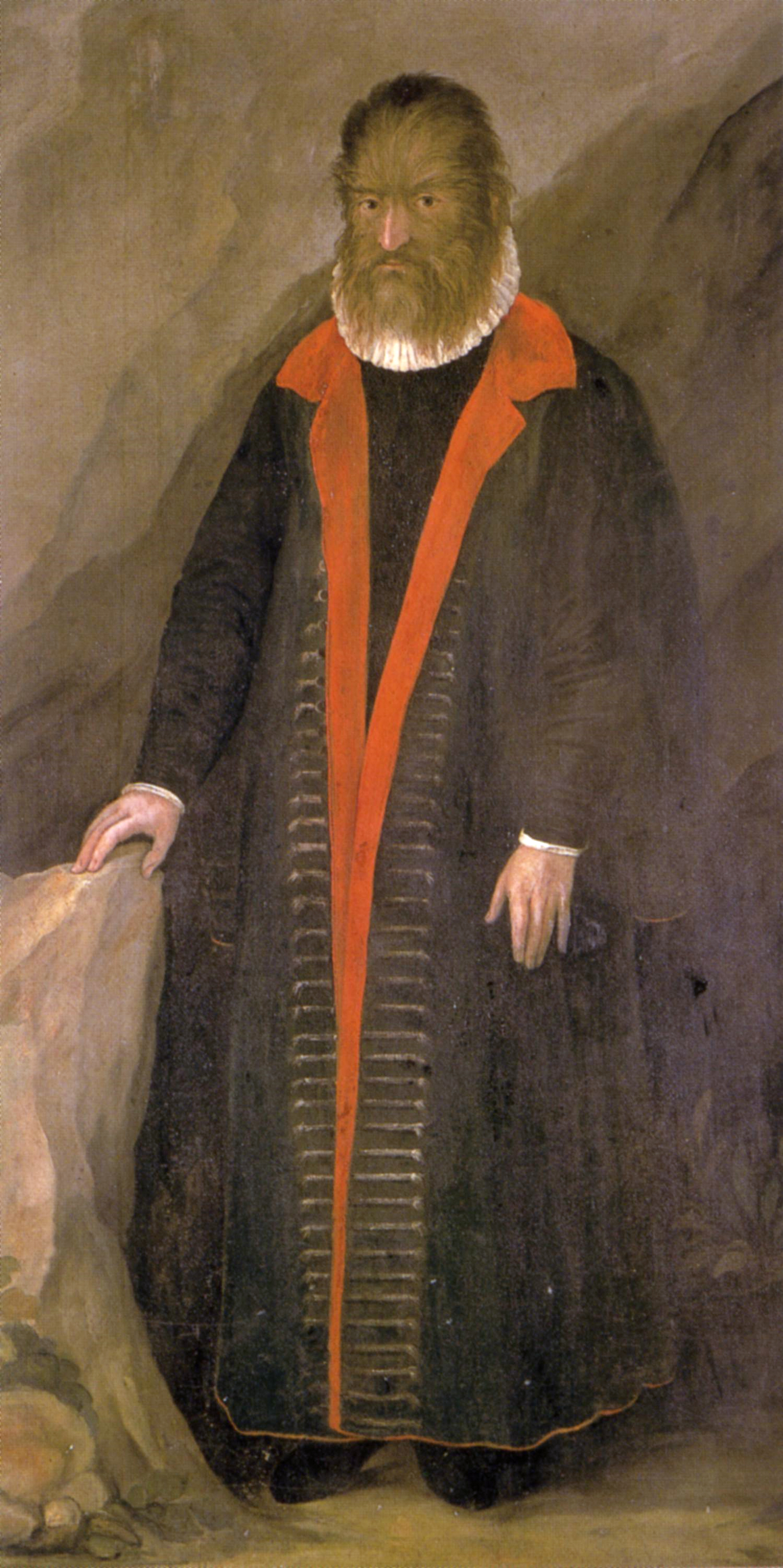
Petrus Gonsalvus, ojciec Togniny. (XVI wiek); zamek Ambras (Tyrol)

Tognina (Antonia?) Gonsalvus, także Conzalves  lub Conzales (ur. około 1580 we Francji, dokładna data urodzenia nieznana) była tak zwaną dziewczynką-małpką. Jej rodzina to pierwszy w Europie opisany przypadek hipertrichozy, nadmiernego owłosienia.

## Życie i rodzina
Antonia została przedstawiona na wielu obrazach. Dorastała na dworze króla Francji Henryka II. Wzmianki o niej znajdują się przede wszystkim w dokumentach o jej rodzinie.
Ojciec Togniny, Petrus Gonsalvus urodził się w 1556 roku na Teneryfie. Jako dziecko trafił na dwór Henryka II, gdzie początkowo trzymano go jak małpkę, dopiero gdy przestał być dzieckiem zwrócono na niego baczniejszą uwagę.
Petrus związał się ze zdrową kobietą i miał z nią dzieci, niektóre z nich, również Antonia, odziedziczyły po ojcu nadmierne owłosienie. 
Król Henryk aby zapewnić rodzinie naturalne otoczenie i bezpieczeństwo, oddał do jej dyspozycji część parku w Fontainebleau. „Ludzie-małpy” przebrani w dworskie szaty regularnie uczestniczyli w spotkaniach towarzyskich na dworze. Mała Tognina wyglądała jak kukiełka. Około roku 1580/90 rodzina Gonsalvus wyjechała do Włoch; istnieją wzmianki o pobycie na dworze Małgorzaty Parmeńskiej.

## Zainteresowanie uczonych i malarzy
Nadmiernym owłosieniem części rodziny Gonsalvus zainteresowali się wkrótce uczeni. Włoski lekarz i przyrodnik Ulisses Aldrovandi (1522–1605) wyczerpująco opisał rodzinę w Monstrorum Historia z roku 1642 przy okazji opisu ich miejsca pobytu – tyrolskiego Ambras. Na tamtejszym zamku arcyksiążę Tyrolu Ferdynand II i Rudolf II urządzili specjalną izbę z bogatymi zbiorami dzieł sztuki i kuriozów. Kolekcja zawiera obraz przedstawiający rodzinę Gonsalvus, namalowany przez nadwornego malarza Rudolfa II, antwerpskiego miniaturzystę, Georga Hoefnagela. Hoefnagel przedstawił rodzinę także w swoim szkicowniku do Animalia Rationalia et Insekta, jako szczególny gatunek zwierząt.
Włoski malarz Agostino Carracci (1557–1602) przedstawił na jednym z obrazów z roku 1596 (dzisiaj w zbiorach Gallerii Nazionale w Neapolu) obok błazna Pietro i karła Amona także nadmiernie owłosionego Arrigo. Lavinia Fontana namalowała małą Togninę. Mieszkający w Rzymie, nadmiernie owłosiony Horatio Gonzales został sportretowany przez grafika Stefano della Bella (1610–1664).